# Raúl Puga Monsalve
Luis Raúl Puga Monsalve (Arauco, 5 de diciembre de 1891 - 5 de mayo de 1965) fue un abogado y político chileno, miembro del Partido Democrático. Se desempeñó como senador de la República en representación de la 7ª Agrupación Provincial, durante el periodo legislativo 1933-1937, y como ministro de Estado durante el gobierno del presidente Pedro Aguirre Cerda entre 1938 y 1942.

## Familia y estudios
Nació en la comuna chilena de Arauco el 5 de diciembre de 1891, hijo de José Manuel Puga Hermosilla y Griselda Monsalve Badilla. Realizó sus estudios secundarios en el Seminario de Concepción, y luego cursó los superiores en la Universidad de Chile, titulándose con la tesis Derechos del acreedor. La acción pauliana, y jurando como abogado el 6 de julio de 1915.
Profesionalmente, se desempeñó como profesor de derecho administrativo en el Curso de Leyes del Liceo de Concepción y ejerció libremente la abogacía en la misma ciudad en la Compañía de Buques y Maderas, en la Compañía Chilena de Teléfonos de Concepción y fue jefe de la III Zona de Ferrocarriles del Estado. También, fue abogado de la Corte de Apelaciones de Concepción.
Se casó con Rebeca Seguel Benavente, con quien tuvo tres hijos: Luis Raúl, José Alberto (abogado) y Sergio (dentista).

## Carrera política

### Senador
Militante del Partido Democrático, en las elecciones parlamentarias de 1932 fue elegido como senador por la 7ª Agrupación Provincial (correspondiente a las provincias de Ñuble y Concepción), por el período legislativo 1933-1937. Durante su gestión integró la Comisión Permanente de Constitución, Legislación, Justicia y Reglamento; la de Trabajo y Previsión Social, que presidió; y la de Presupuestos.

### Ministro de Estado de Pedro Aguirre Cerda
Al inicio del gobierno del presidente radical Pedro Aguirre Cerda, el 24 de diciembre de 1938, fue nombrado como ministro de Justicia, desempeñándose en el cargo hasta el 10 de junio de 1941. Paralelamente, fungió como ministro de Educación Pública en calidad de subrogante, entre los días 12 y 28 de junio de 1939; y como ministro de Agricultura, entre el 10 de junio de 1941 y el 2 de abril de 1942. De la misma manera, asumió como ministro del Trabajo en calidad de suplente, entre el 10 de noviembre y el 12 de diciembre de 1941, y seguidamente, entre el 15 de enero y el 4 de febrero de 1942, actuó en la misma función pero en calidad de interino. Como ministro de Estado, en las carteras correspondientes, se preocupó preferentemente del Servicio de Protección de Menores, y fue un impulsor de la industria agropecuaria.

### Actividades posteriores
Entre sus actividades posteriores, fue miembro del Colegio de Abogados de Concepción, del cual fue secretario y tesorero. También, fue miembro de 18 sociedades de obreros en esa comuna, su abogado y presidente honorario.
Por último, integró el Club de Concepción y la Universidad de Concepción. Falleció el 5 de mayo de 1965, a los 73 años.